# Manuel de Castro y Tiedra
Manuel de Castro y Tiedra (c. 1872-1953) fue un escritor, poeta, periodista y crítico español.

## Biografía
Federico Carlos Sainz de Robles le hace nacido en la localidad granadina de Baza en 1875, mientras que el Diccionario biográfico del socialismo español señala como lugar de nacimiento esta misma ciudad, pero en el 12 de julio de 1872. Trabajó como redactor de El Globo de Madrid hasta 1902, periódico en el que tuvo a su cargo las crónicas de sociedad y la crítica de teatro. Firmó generalmente con el seudónimo «Barón de Stoff». Fue miembro de la Asociación de la Prensa de Madrid y colaboró en la Revista Teatral de Cádiz (1898) y en La Ilustración Española y Americana. Falleció en 1953.

## Obra
- Por las lindes del amor (La Novela de Hoy n.° 446, 1930)